# Daternomina warrook
Daternomina warrook là một loài Trichoptera trong họ Ecnomidae. Chúng phân bố ở miền Australasia.